# Savezna gimnazija za Slovence
Savezna gimnazija za Slovence (slo. Zvezna gimnazija za Slovence, njem. Bundesgymnasium für Slowenen) u Klagenfurtu, glavnom gradu austrijske savezne zemlje Koruške, javna je srednjoškolska institucija gimnazijskog tipa koja primarno služi zajednici koruških Slovenaca. Škola je osnovana 1957. godine i u početku je radila kao popodnevna škola u prostorijama Gimnazije Lerchenfeldstraße. 1975. godine institucija se preselila u sadašnju zgradu u Ebenthaler Straße, koja je danas pod zaštitom kao povijesni spomenik.
Škola je osnovana sa zadatakom da zajednici Slovenaca omogući praktično ostvarivanje prava na obrazovanje na maternjem jeziku. Gimnazija izvodi nastavu na slovenskom, njemačkom, engleskom i talijanskom jeziku kako za slovenske tako i neslovenske učenike zainteresirane za upis. Danas određeni broj učenika čine i stanovnici susjednih općina u samoj Sloveniji.